# Go For It!
『Go For It!』是2005年11月23日ランティス發售的KISHOW和e-ZUKA的樂團GRANRODEO的單曲。

## 解説
- 朝日電視台・卡通頻道「IGPX」的主題曲。

## 收錄曲
1. Go For It!
  - 作詞：mavie／作曲・編曲：飯塚昌明
2. mistake
  - 作詞：谷山紀章／作曲・編曲：飯塚昌明
3. Go For It! (off vocal)
4. mistake (off vocal)

## 外部連結
- GRANRODEO 官方網站（页面存档备份，存于）